# Anders Enevig
Anders Enevig (født 22. april 1923 i Vejle, død 26. oktober 2013 i Seden ved Odense) var en dansk historiker, forfatter og modstandsmand.

## Karriere
Han var søn af arbejdsmand Jens Nielsen (1887-1974) og Cathrine Andersen (1890-1950), tog realeksamen 1940, blev kontorlærling ved Vejle Kommunes skattevæsen og aflagde 1942 handelseksamen. Han deltog i modstandsbevægelsen, bl.a. sabotagen mod Stavfabrikken i Vejle 29. juli 1943, og samme år måtte han flygte til Sverige, hvor han meldte sig som soldat i Den Danske Brigade.
Efter krigen blev Enevig i 1945 ansat ved Rigspolitiet og var politibetjent i årene fra 1951 til 1965. Dernæst blev han ansat som museumsassistent ved Møntergården, Odense Bys Museer, hvilket han var frem til 1972.

## Forfatterskab
I sin embede som politibetjent patruljerede Enevig bl.a. på Nørrebro, hvor han kom i kontakt med de stedlige sprittere og andre subsistensløse, og fra 1958 dokumenterede han deres viser og historier med båndoptager. Denne interesse voksede hos ham, og han begyndte at indsamle materiale fra gøglere, cirkusartister, vagabonder og tatere i hele landet.
I hele sit forfatterskab var Enevig især optaget af cirkushistorie og af taterne og gøglernes historie. Han var fra 1967 også den ledende kraft i kampen for bevaringen af Cirkusbygningen i København, som lykkedes med renoveringen i 1983 og fredningen i 1988.
Der var overensstemmelse mellem hans holdninger og interesser, for allerede 1959 forfattede han en kritisk kronik om de usle forhold, som de rejsende levede under i den såkaldte Blushøjlejr i Valby. Dette engagement blev gentaget i 1964, hvor han indsendte flere læserbreve om cirkusfolkets urimelige vilkår.

## Historisk samler
Anders Enevig opbyggede en anseelig samling af historisk materiale, hvoraf hans cirkushistoriske studiesamling er testamenteret til Det Kongelige Bibliotek, mens han donerede mange genstande og i hundredvis af fotografier til Nationalmuseets 3. afdeling. Samtlige hans båndoptagelser (næsten 400 timer) er arkiveret i Dansk Folkemindesamling, som han havde samarbejdet med siden september 1958.
Han var gift (22. juni 1946 i Store Heddinge) med Inga Hansen (født 2. april 1924 i Store Heddinge), datter af bankkasserer Christian Hansen (1893-1980) og Marie Laursen (1901-?).

## Udgivelser
- Prinser og vagabonder, 1. udgave Forlaget Fremad 1963; 2. udgave Dansk Historisk Håndbogsforlag 1985. ISBN 8788742067
- Lokumsdigte og retiradevers, 1963, trykt udgave 1980 og Dansk Historisk Håndbogsforlag 1983. ISBN 8785207802
- Klunsere og kræmmere, 1964; 2. udgave Dansk Historisk Håndbogsforlag 1985. ISBN 8788742075
- Tatere og Rejsende, 1965.
- Sigøjnere i Danmark, 1969.
- Pjerrot spiller Mester Jakel, 1970.
- Gøglere spiller Mester Jakel, 1971.
- Vi leger cirkus, 1971 (amerikansk udgave 1973).
- Cirkus i Danmark, tre bind, Dansk Historisk Håndbogsforlag 1981-82. Bind 1: ISBN 87-85207-61-6. Bind 2: ISBN 87-85207-59-4. Bind 3: ISBN 87-85207-60-8
- Cirkus Hinné: Det sejlende cirkus, Odense Universitetsforlag 1982. ISBN 8774928929
- Rottekongen Cibrino, Forlaget Klematis 1989. ISBN 87-7721-019-0
- Vejkrucifikser i Danmark, Poul Kristensens Forlag 1994. ISBN 8778510007
- Cirkus og gøgl i Odense 1640-1940, fire bind, Odense Universitetsforlag 1995-99. Bind 1: ISBN 87-7492-122-3. Bind 2: ISBN 87-7838-357-9. Bind 3: ISBN 87-7838-389-7. Bind 4: ISBN 87-7838-450-8
- Cirkus- og gøglerslægter. Miljø og stamtavler, Wisby & Wilkens 2004. ISBN 8789191579
- Fakta om Elvira Madigan og Sixten Sparre, Wisby & Wilkens 2005. ISBN 8789191676
- Erindringsgnister, Wisby & Wilkens 2006. ISBN 8789191722
- Unge jøders flugt 1939-1945, Wisby & Wilkens 2008. ISBN 8789191889
- Danske Rejsende. Cirkus- og gøglerslægter, Wisby & Wilkens 2011. ISBN 978-87-92602-11-4